# 바우첸 제2교도소

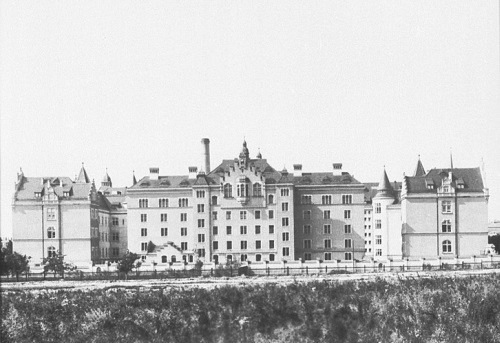
바우첸 제2교도소, 1910년

바우첸 제2교도소(독일어: Haftanstalt Bautzen II)는 독일 바우첸에 1906년부터 1992년까지 있었던 교도소이다. 동독 시기인 1956년부터 1990년까지는 슈타지에 소속된 특수 교도소로 기능했으며 정치범 200명을 수용할 수 있도록 개조되었다. 동독 시기의 주요 수형자는 정권 반대자, 서독 및 외국인, 유명 동독 범죄자였다. 수형자는 내부에서 번호로만 관리되었다. 1963년에는 바우첸 제1교도소에서 분리되어 독립된 교도소로 관리되었으며, 서류상으로는 동독 내무부의 관리 하에 있었다. 1989년 12월에는 동서독간 합의 끝에 모든 정치범이 석방되었으며, 1992년에는 완전히 폐쇄되었다.
교도소 폐쇄 이후 1993년에는 기념관으로 용도가 변경되었다.

## 주요 수형자

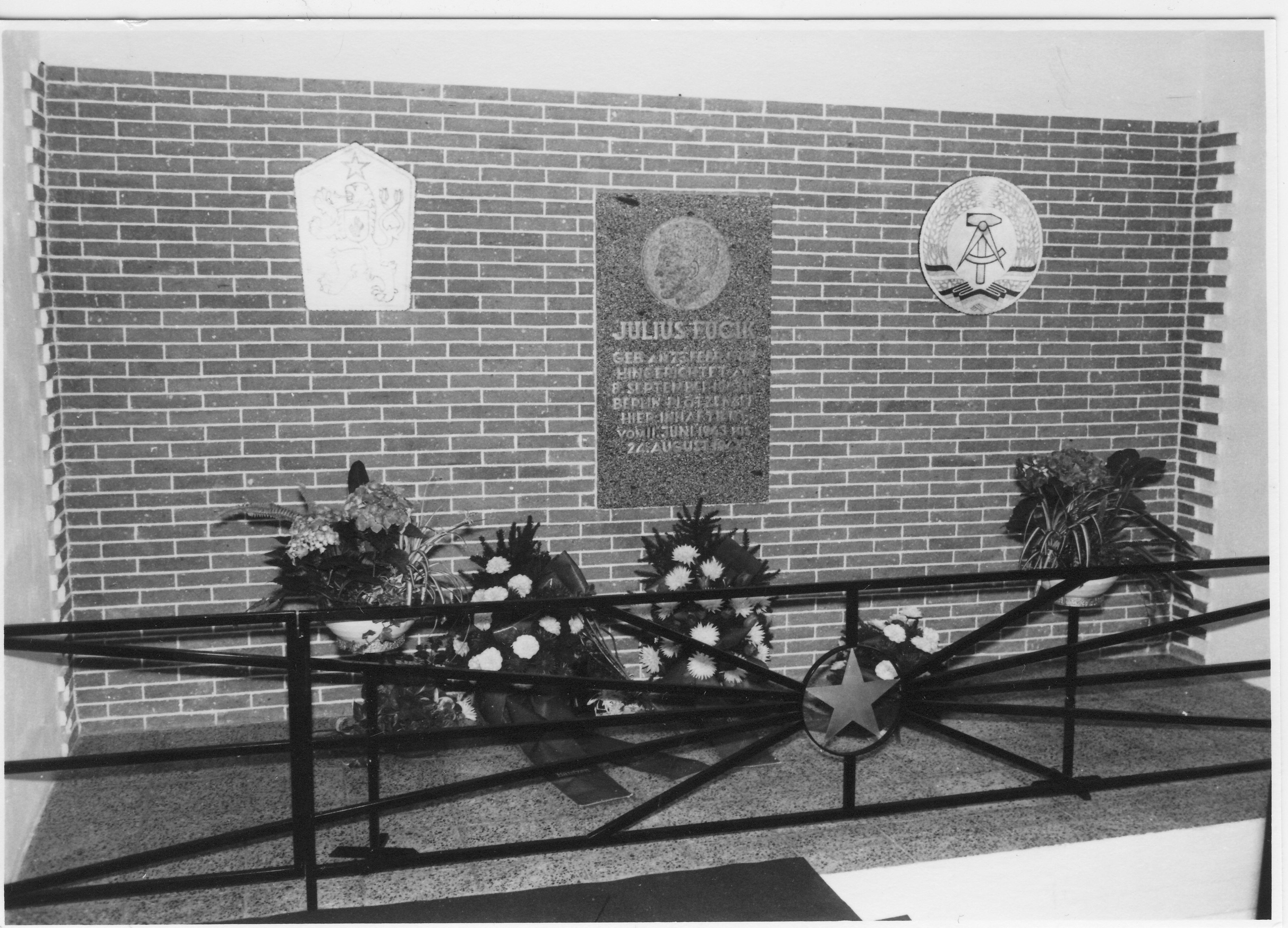
율리우스 푸치크 기념비, 1979년

괄호 안에 있는 시기는 수감 기간이다.

### 나치 독일 시기(1933년–1945년)
- 율리우스 푸치크(1943년), 체코의 작가이자 공산주의 정치가

### 동독 슈타지 감옥 시기(1956년–1989년)
- 프리드리히 카를 바우어(1956년–1965년), 서독 연방헌법수호청 직원
- 헬무트 브란트(1956년–1958년), 동독 법무부 차관
- 게오르크 데르팅거(1956년–1964년), 동독 외교부 장관
- 카를 빌헬름 프리케(1956년–1959년)
- 하리히 그룹
  - 발터 얀카(1958년–1960년), 극작가
  - 구스타프 유스트(1958년–1960년), 정치인, 기자
  - 하인츠 최거 (1958년–1959년), 기자
  - 볼프강 하리히(1959년–1963년), 철학자, 기자
  - 에리히 뢰스트(1959년–1964년), 작가
- 헤르베르트 크뤼거 (1959년–1961년), 정치인
- 쿠르트 피베크 (1959년–1964년), 농업 정치인
- 하인츠 브란트 (1962년–1964년), 녹색당 창립자
- 페터 그로스(1975년–1978년), 스위스 국적자, 과거 주동독 스위스 대사관 직원
- 루돌프 바로(1978년–1979년), 철학자, 정치인
- 보도 슈트렐로(1980년–1989년), 1979년 선박 탈취를 통한 공화국탈주 시도
- 안드레 바간츠(1981년–1991년), 프랑크푸르트(오더) 교도소 탈옥
- 아르민 라우파이젠(1982년–1987년), HVA에 잠입한 첩자
- 하네스 지베러(1983년–1985년), 오스트리아 국적자, 미국 육군 군사정보부 직원

## 참고 문헌
- Tageszeitung DIE UNION, Dresden, Ausgabe vom 13. Dezember 1989, Seite 3, Autoren Andreas Richter (Text), Marian Günther (Fotos) ganzseitiger Artikel, Titel: Im Schweigelager Bautzen II, Untertitel: Die Sonderstrafanstalt des ehemaligen Ministeriums für Staatssicherheit und ihre Insassen

- Karl Wilhelm Fricke (1999).  Sächsisches Staatsministerium der Justiz, 편집. 《Humaner Strafvollzug und politischer Missbrauch. Zur Geschichte der Strafvollzugsanstalten in Bautzen 1904 bis 2000》. Sächsische Justizgeschichte (독일어). Dresden.
- Norbert Haase, Klaus-Dieter Müller (2003).  Stiftung Sächsische Gedenkstätten, 편집. 《Wege nach Bautzen II. Biografische und autobiografische Porträts》. Lebenszeugnisse – Leidenswege (독일어). Dresden. ISBN 3-9805527-7-2.
- Karl Wilhelm Fricke, Silke Klewin (2007).  Stiftung Sächsische Gedenkstätten, 편집. 《Bautzen II. Sonderhaftanstalt unter MfS-Kontrolle 1956 bis 1989. Bericht und Dokumentation》. Schriftenreihe der Stiftung Sächsische Gedenkstätten zur Erinnerung an die Opfer politischer Gewaltherrschaft (독일어). Dresden: Sandstein Verlag. ISBN 978-3-940319-24-1.
- Susanne Hattig, Silke Klewin, Cornelia Liebold, Jörg Morré (2008).  Stiftung Sächsische Gedenkstätten, 편집. 《Stasi-Gefängnis Bautzen II 1956–1989. Katalog zur Ausstellung der Gedenkstätte Bautzen》. Schriftenreihe der Stiftung Sächsische Gedenkstätten zur Erinnerung an die Opfer politischer Gewaltherrschaft (독일어). Dresden: Sandstein Verlag. ISBN 978-3-937602-98-1.
- Rengha Rodewill (2013).  Agentur Wort + Kunst, Micaela Porcelli, 편집. 《Bautzen II – Dokumentarische Erkundung in Fotos mit Zeitzeugenberichten und einem Vorwort von Gesine Schwan》 (독일어). Berlin: Vergangenheitsverlag. ISBN 978-3-86408-119-4.
- Rengha Rodewill: Bautzen II Mit Stasi-Zentrale – Fotodokumentation, Zeitzeugenberichte (E-Book), Verlag artesinex eBook publishing, Berlin 2019, ISBN 978-3-9820572-8-6.